# Hølonda kommun
Hølonda kommun (norska: Hølonda kommune) var en kommun i Sør-Trøndelag fylke i Norge. Kommunen omfattade den västra delen av nuvarande Melhus kommun. Tätorten Korsvegen utgjorde kommunens centralort.

## Administrativ historik
Hølonda kommun upprättades 1865 genom utbrytning ur Melhus kommun. Kommunen, som från början hette Høilandets kommun, hade 1 818 invånare vid upprättandet.
Den 1 januari 1964 gick kommunen åter upp i Melhus kommun. Kommunens hade då 1 428 invånare.

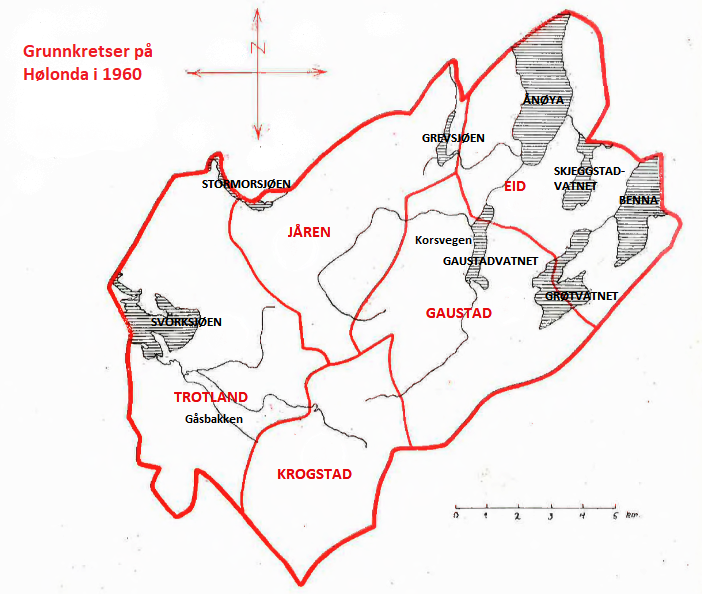
Karta över den tidigare kommunen som den såg ut 1960. Området utgör idag en del av Melhus kommun.